# Bu di Gojoseon
Bu (부왕?, 否王?; fl. III secolo a.C.) è stato un sovrano coreano, re dal 232 al 220 a.C. di Gojoseon, come esponente della dinastia Gija Joseon.
Il suo nome postumo era re Jong Tong (종통왕?, 宗統王?); il suo nome personale era Gibu (기부?, 基否?). Si dice abbia arrestato ladri arruolando persone ben istruite in legge.
Fu padre di Jun, ultimo esponente della dinastia, successivamente spodestato da Wiman.